# Lodewijkskerkje
Onder een Lodewijkskerkje of Napoleonskerkje verstaat men in Nederland een protestants kerkgebouw waarvoor het geld werd geschonken door koning Lodewijk Napoleon (1806-1810), broer van Napoleon Bonaparte, keizer van het Eerste Franse Keizerrijk. Het verkleinwoord 'kerkje' wordt gebruikt omdat de gebouwen, overeenkomstig de grootte van de protestantse gemeenten klein van omvang waren.
De aanleiding tot de bouw voert terug naar de beginjaren van de Bataafse Republiek (1796-1801). Hierbij ontstond onder meer vrijheid van godsdienst. Aan de bevoorrechte positie - hoewel géén staatskerk zijnde - van de Nederduits Gereformeerde Kerk kwam hierdoor tot een einde.

## Geschiedenis

### 1796 Bataafse Republiek met o.a. vrijheid van godsdienst
Ingevolge het 6e additionele artikel bij de Staatsregeling (grondwet) van 1798 was bepaald dat kerkgebouwen, indien van toepassing, moesten worden teruggegeven aan de denominatie (geloofsrichting) met de meeste lidmaten. In de provincie Noord-Brabant waren dat vrijwel overal rooms-katholieken die hun oude kerken - vaak vervallen - terugkregen. Afhankelijk van welke regio in Noord-Brabant, waren die kerken vanaf 1629 of 1648 in gebruik geweest door de Nederduits Gereformeerde kerkgenootschappen. Op sommige plaatsen ging die teruggave niet zonder slag of stoot. Ook werd de uitvoering van de teruggaveregeling vertraagd door politiek troebele perioden in de Bataafse Republiek. Zo kregen de Boxtelse katholieken hun aloude Sint-Petruskerk - met sinds 1684 ingestort schip - kort na 1798 terug, doch dit werd pas definitief toen koning Lodewijk-Napoleon april 1809 een rondreis door Noord-Brabant en Zeeland maakte en de Sint-Petrus definitief aan de katholieken teruggaf. Bijna gelijktijdig schonk hij een bedrag van 7.000 gulden in assignaten (Franse hypotheekobligaties op basis van geconfisqueerde kerkelijke goederen, hevig aan inflatie onderhevig zijnde), waarvan de protestantse gemeente van Boxtel nog in 1809 de hof van Lauwerens van Exel aankocht en door Hendrik Verhees een ontwerp voor een nieuw kerkgebouw liet maken. In 1812 werd het door de Bossche aannemersbaas en metselaar Van der Kallen gebouwd. Het kerkje werd kleiner en soberder gebouwd dan volgens het oorspronkelijk ontwerp bedoeld, omdat door inflatie de assignaten minder - nog slechts 4.500 gulden - waard waren geworden. Zondag 12 december 1812 nam dominee Ross zijn nieuwe kerk in gebruik. De katholieken zouden nog moeten wachten tot 1823 voordat er eindelijk geld was voor de restauratie van hun Sint-Petruskerk. Die werd november 1827 pas weer in gebruik genomen. Tot dan bleven zij hun, omstreeks 1672 aan de Burgakker gebouwde schuurkerk gebruiken.

### Werkbezoek Lodewijk Napoleon voorjaar 1809 door Noord-Brabant en Zeeland
Toen Lodewijk Napoleon aan hiervoor genoemde reis begon, had hij bij KB een bedrag van 150.000 gulden ter beschikking om in totaal 28 protestantse kerken te laten bouwen. Ten tijde van de Reformatie in Noord-Brabant (1648-1794) hadden de katholieken zogenaamde schuurkerken in gebruik, die enigermate werden gedoogd door de protestanten. Deze gebouwen mochten echter in niets op een kerk lijken, vandaar ook de naam schuurkerk. Lodewijk Napoleon verbond aan zijn schenkingen voor de bouw van nieuwe kerkgebouwen de eis dat ze uiterlijk op een kerk moesten lijken en voorzien zouden worden van een torentje.
Zaterdag 22 april 1809 vertrok de koning vanuit 's-Hertogenbosch en bracht, na Vught een bezoek aan Boxtel, dat dan 2.865 rooms-katholieken en 117 protestanten telt. Dat bezoek kan maar zeer kort zijn geweest, want die dag bezocht hij in totaal maar liefst 12 plaatsen en zal in Ravenstein overnachten.
De Lodewijkkerkjes betreffen voor het merendeel kerken die neoclassicistische stijlelementen vertonen. Het zijn sobere, meestal kleine, zaalkerkjes. De protestantse gemeenten in de Noord-Brabantse plaatsen telden namelijk in het algemeen weinig leden. In Boxtel waren protestanten sinds 1648 aanwezig, doch konden pas november 1777 voor het eerste uit hun manslidmaten een kerkenraad formeren, hetgeen iets zegt over de grootte van hun gemeente tussen 1648 en 1777.

## Voorbeelden van Napoleonskerken
- Heilige Lodewijkkerk te Leiden, 1807
- Protestantse kerk te Cuijk, 1809
- Protestantse kerk of Witte kerkje te Terheijden, 1809
- Hervormde kerk te Oijen, 1810
- Protestantse kerk te Oisterwijk, 1810
- Vredeskerk te Oosterhout, 1810
- Protestantse kerk te Hoogeloon, 1810
- Protestantse kerk te Bergeijk, 1812
- Protestantse kerk te Eersel, 1812
- Protestantse kerk te Boxtel, 1812
- Het Kerkje te Budel, 1812
- Protestantse kerk te Oudenbosch, 1819